# Lepanthes menatoi
Lepanthes menatoi är en orkidéart som beskrevs av Carlyle August Luer och Roberto Vásquez. Lepanthes menatoi ingår i släktet Lepanthes och familjen orkidéer. Inga underarter finns listade i Catalogue of Life.